# 妙法院
妙法院（みょうほういん）是位在日本京都府京都市東山區的天台宗寺院。山號「南叡山」（なんえいざん）。本尊普賢菩薩、開基（創立者）為最澄。是由皇族・貴族子弟擔任歷代住持的「門跡」寺院，和青蓮院、三千院並稱「天台三門跡」。管理蓮華王院（三十三間堂）。

## 關連項目
- 後光嚴天皇
- 三十三間堂
- 法住寺
- 方廣寺

## 外部連結
- 妙法院（页面存档备份，存于）